# Xihu, Chongqing
Xihu (kinesiska: 西湖)  är en köping i sydvästra Kina. Den ligger i stadsdistriktet Jiangjin i storstadsområdet Chongqing, omkring 54 kilometer söder om det centrala stadsdistriktet Yuzhong. Antalet invånare är 38386. Befolkningen består av 18 291 kvinnor och 20 095 män. Barn under 15 år utgör 17,0 %, vuxna 15-64 år 65 %, och äldre över 65 år 17,0 %.